# Annewies van Winter

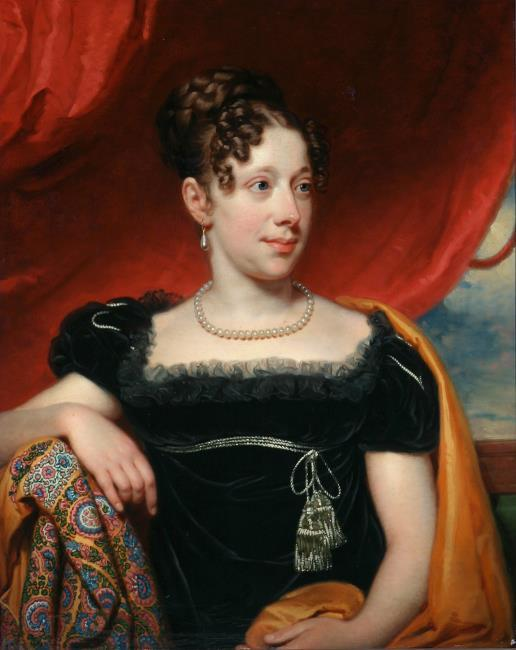
Annewies van Winter (door Charles Howard Hodges, 1815)

Anna Louisa Agatha van Winter (Watergraafsmeer, huis Voorland, 6 juli 1793 – Amsterdam, 7 mei 1877) was een Nederlands kunstverzamelaarster.

## Familie
Van Winter was een lid van de vanaf 1830 adellijke familie Van Winter. Zij was een dochter van koopman-dichter Pieter van Winter (1745-1807) en diens tweede vrouw Anna Louise van der Poorten (1752-1800). Zij trouwde in 1815 met jhr. Willem van Loon (1794-1847), lid van de familie Van Loon. Uit dit huwelijk werden elf kinderen geboren.

## Biografie
Van Winter, die Annewies genoemd werd, verloor haar moeder op 7-jarige leeftijd en haar vader zeven jaar later. Vanaf toen werden zij en haar oudere broer en zus opgevoed door hun halfzuster Hillegonda Josina (Gonne) van Orsoy (1775-1830). De schilderijenverzameling die haar vader mede tot stand had gebracht, moest volgens zijn testament bijeen blijven totdat zijn jongste kind (Annewies) de leeftijd van 25 jaar had bereikt. Zij werd echter vanwege haar huwelijk al op 23-jarige leeftijd meerderjarig verklaard en de verdeling van de nalatenschap, waaronder de schilderijencollectie, kon vanaf toen plaatsvinden.
De verdeling vond plaats op basis van een schatting door drie experts die mede door haar actief verzamelende zus Creejans waren aangezocht. De totale waarde van de verzameling werd geschat op 135.000 gulden; voor de verdeling werd die waarde op 150.000 gulden gebracht. De broer van de beide zussen, (de latere jhr.) Josua Jacob van Winter (1788-1840), wenste zich te laten uitkopen, waarna elke zus hem 25.000 gulden betaalde.
Vervolgens vond een verdeling van de circa 180 kunstwerken plaats, waarbij gezocht werd naar een financieel evenwicht en rekening gehouden werd met de voorkeuren van beide zussen. Tot de waardevolste stukken behoorden de dubbelportretten van Marten Soolmans en Oopjen Coppit, die aan Annewies van Winter kwamen. Na haar huwelijk verhuisden deze, met 80 andere schilderijen uit haar vaders nalatenschap, mee van het ouderlijk huis Saxenburg naar het huis van haar man aan de Herengracht 499. In 1847 werd zij volledig erfgenaam van haar man na diens overlijden. In 1877 kwam zijzelf te overlijden. Haar negen nog in leven zijnde kinderen bogen zich over de verdeling van de nalatenschap. De schilderijencollectie werd vrijwel geheel verkocht aan Gustave baron de Rothschild (1829-1911), lid van de Franse tak van de bankiersfamilie, voor 1.500.000 gulden. Deze verkoop leidde tot discussie in Nederland over het verdwijnen van Nederlands cultureel erfgoed; het was ook mede een van de aanleidingen tot de oprichting van de Vereniging Rembrandt.
De Rothschilds verkochten in de loop der tijd schilderijen uit de collectie van Pieter van Winter. In 2015 werd bekend dat zij ook de topstukken uit die collectie wilden verkopen: de dubbelportretten van Maerten Soolmans en Oopjen Coppit; deze laatste werden met steun van zowel de Franse als de Nederlandse staat gekocht en zullen afwisselend in het Amsterdamse Rijksmuseum en het Parijse Louvre worden tentoongesteld.
Portretten van haar en haar man door Charles Howard Hodges (1815) hangen in het Museum Van Loon, eigendom van en gewijd aan de familie van haar man.

### Nageslacht
Uit haar huwelijk werden onder anderen de volgende kinderen geboren:
- Jhr. mr. Jan Willem van Loon (1816-1876), lid van de Tweede Kamer
- Jkvr. Constance Cornelie van Loon (1821-1911), oprichtster van de Nederlandsche Vereeniging Het Evangelie in Spanje (1870)
- Jkvr. Wilhelmina Louisa van Loon (1823-1894); trouwde in 1845 met jhr. mr. Pieter Jacob Elout van Soeterwoude (1805-1893), lid Tweede en Eerste Kamer
- Jkvr. Henriette Agnes van Loon (1825-1902), dame du palais van koningin Emma; trouwde in 1853 met Maurits Herman Insinger (1825-1891), bankier en lid Eerste Kamer
- Jkvr. Caroline Wilhelmina van Loon (1833-1899); trouwde in 1857 met jhr. mr. Maurits Jacob van Lennep (1830-1913), jurist (zoon van schrijver Jacob van Lennep)